# Emilio González Déniz
Emilio González Déniz (n. Vega de San Mateo, Gran Canaria; 1951) es un escritor español.

## Biografía
Nació en Gran Canaria en 1951. Ha desarrollado su vida profesional como profesor de Lengua y Literatura. Es el primer novelista que escribe novelas urbanas contemporáneas que se desarrollan en Las Palmas de Gran Canaria (Tiritaña, El obelisco) y crear la serie literario-periodística Crónicas del salitre, publicada por entregas semanales en los años noventa y recogida en libro en febrero de 2006; en este trabajo se recorre de forma novelada el siglo XX visto con personajes que transitan por nuestra ciudad, lo que la convierte en un álbum literario que recoge todo un siglo de la ciudad. En sus otras novelas también aparece la ciudad en distintas épocas (El rey perdido, Hotel Madrid, La mitad de un Credo, Almizcle, El llano amarillo) y en varias docenas de relatos cortos publicados en prensa diaria, revistas, suplementos y antologías. Es el novelista español que más atención ha dedicado al conflicto del Sahara Occidental con dos novelas: El llano amarillo y Sahara.
Está en posesión de los premios de novela Pérez Galdós, Agustín Espinosa, Angel Guerra y Centro de la Cultura Popular Canaria, entre otros. Ha participado en congresos y dictado conferencias sobre temas diversos: educación, literatura, etnografía, artes plásticas o cine. No ha publicado ningún libro de poesía, aunque poemas suyos figuran en revistas y suplementos literarios.  Trabajos suyos figuran en antologías y en revistas como y también ha participado en programas de radio, como comentarista habitual sobre temas de actualidad.
Como editor, fundó y dirigió la revista de educación y cultura Ventana,  y fue fundador y director de la Biblioteca Infantil Canaria a principios de los años 90, para estimular la creación literaria en ese campo, que entonces era un desierto en Canarias. Fundó y codirigió la colección NUEVAS ESCRITURAS CANARIAS, destinada a dar a conocer nuevos valores literarios y que publicó 34 libros de creación y uno de ensayo. Dicho volumen es  Panorama crítico, que es un libro colectivo en el que veinte ensayistas estudian las últimas tendencias literarias en Canarias. 
Realizó la edición, un apéndice final y más de trescientas notas a pie de página para la publicación de la edición comentada La Guerra de Independencia. Edición para uso de los niños, de Benito Pérez Galdós, para Editorial Anaya, colección Tus libros (1993), que supuso la primera edición de alcance estatal de esta obra galdosiana desde la muerte de Galdós, y que  es la primera sin censura después de las realizadas por el Cabildo de Gran Canaria a principios de los años setenta. En 2019, el Cabildo de Gran Canaria reconoció su trayectoria con el Can de Plata de las Artes.

## Poesía
- Mariposas imposibles. 2014 (reúne una selección de poemas inéditos escritos durante más de 30 años. Es su único poemario publicado).

## Novelas
- Tiritaña. 1985.
- Bolero para una mujer.  1985.
- El llano amarillo. 1985.
- El obelisco. 1985.
- La mitad de un Credo.  1989.
- Habanera (Por entregas en el periódico Canarias7 entre diciembre de 1990 y junio de 1991).
- Bastardos de Bardinia. 1991.
- Sahara. 1995.
- El as de espadas. Edición por Internet en las web del periódico Canarias7. 2001.
- Hotel Madrid. 2000 (Edición de bolsillo en 2001).
- El rey perdido. 2006.
- Tríptico de fuego (contiene las novelas cortas El baile de San Pascual, El as de espadas y Almizcle). 2008.
- La mitad de un Credo (reedición 2009).
- El tren delantero (2016).

## Narrativa infantil y juvenil
- Sol y Pipo. 1992 (traducido  en 1993 al catalán como Nuria   y Pep).
- Golden Apple (Manzana dorada). 1993.
- El Garoé. 1996.
- La nube transparente. 1997.
- La princesa blanca. 2002.
- La derrota de Nelson. 2007.

## Etnografía y folclore
- El mito de la transparencia (Nanino Díaz Cutillas). 2001.
- Mary Sánchez, una voz de ida y vuelta. Prólogo de Jerónimo Saavedra. 2002.

## Libros colectivos
- Narrativa canaria última. 1986.
- Antología del cuento en Canarias. 1994.
- Mujeres de Mozambique. 1995. Por el Pueblo Saharaui. 1996.
- I Congreso de la décima espinela. 1994.
- Las Palmas de Gran Canaria. Libro de fotografías y textos. 1998.
- Cartas al Quijote. 2005.

## Teatro
- Yo soy el personaje (Infantil). 1993.
- ¡Todos a escena! (Infantil). 1994.
- Dicen que me llamo Juan. 1985.
- Qual piuma al vento. 1994.
- Realizó la adaptación de El mágico prodigioso, de Calderón de la Barca, estrenada en el año2000 con motivo del 4º centenario de Calderón.

## Cuentos y crónicas narrativas en prensa
- Crónicas del Salitre. 1994. (Publicado en libro en 2006).
- Penúltimas décadas. 1995.
- Cuentos de cine. 1995.
- ¿Qué fue de Kimberly Rod? 2006.
- Una cara con ángel. 2007.
- Paseo por el humor y la muerte. 2008.
- Sobre la eternidad. 2009.
- Varias decenas de cuentos publicados en periódicos, revistas, suplementos literarios y antologías: Un hombre con cabeza, Okiue, Bardinia, Bien morir, La ruleta rusa, El café de Rick, Tres vinos y un monstruo, Tacto malva, Silencio, Diabasa, El postre canario de María Lozano, Mi nombre es Laura, Kraus y la máquina de la china...

## Periodismo
Ha realizado series de entrevistas a personajes importantes y más de 3.000 artículos. Ha realizado trabajos para radio y televisión.